# Princ od Vranje
Stefan Zdravković (en ciríl·lic serbi: Стефан Здравковић; Vranje, 29 de setembre de 1993), conegut professionalment com Princ od Vranje (Priнц од Врање, literalment: Príncep de Vanje) o simplement Princ, és un cantant serbi. Està preparat per representar Sèrbia al Festival de la Cançó d'Eurovisió 2025 amb la cançó "Mila".

## Primera vida i educació
Stefan Zdravković va néixer a Vranje, i viu a Belgrad des de 2002. Va ser campió nacional i vicecampió de karate de Sèrbia, i també va competir per a la selecció nacional. A l'institut, als 15 anys, va començar a tocar música, quan va fundar la banda Šesta Žica amb els seus amics. És filòleg de professió, després d'haver-se graduat al Departament de Llengües, Literatura i Cultura Escandinaves, Llengua noruega, a la Facultat de Filologia de la Universitat de Belgrad.

## Carrera
Zdravković canta, toca la guitarra i la bateria. Des del 2016, és el cantant principal de la banda Sisyphus. El 2020, va ser seleccionat per al paper principal a l'òpera rock Jesus Christ Superstar d'Andrew Lloyd Webber i Tim Rice, organitzada pel Centre Cultural de la Ciutat dels Estudiants.
Ha participat en molts festivals, com ara el Slavyanski Bazaar a Bielorússia. És el guanyador del Concurs Internacional de Música "River Notes" a Bulgària, i també ha guanyat un dels festivals de música més grans de Malta. A més dels esmentats anteriorment, també ha participat en festivals al Kazakhstan, Lituània, Itàlia i Espanya. Va escriure la cançó "Lepo moje Vranje", que va ser cantada pel seu amic Đorđe Popović. A Glasat na Bulgaria, d'entre 4.000 sol·licitants, va entrar entre els 12 primers, és a dir, a les semifinals, el 2021.

### Pesma za Evroviziju
El 14 de gener de 2022, es va anunciar que Princ era una de les trenta-sis entrades seleccionades per a Pesma za Evroviziju '22. El 19 de gener de 2022, però, va anunciar la seva retirada del concurs a causa dels conflictes amb la compositora Leontina pel que fa a la cançó "Ljubi svog čoveka". La cançó va ser interpretada per Tijana Dapčević, que havia representat Macedònia del Nord al Festival de la Cançó d'Eurovisió 2014, sota una versió alterada titulada "Ljubi, ljubi doveka".
L'any següent, el 2023, es va anunciar que Princ participaria al Pesma za Evroviziju '23 amb la cançó "Cvet sa istoka", escrita per Dušan Bačić i arranjada per Dejan Nikolić. Els resultats de la votació publicats van mostrar que Princ va guanyar la majoria de vots del públic tant a la primera semifinal com a la final, però en el total final amb els vots del jurat, va quedar en segon lloc, just per darrere de Luke Black.
El desembre de 2024, Princ va ser anunciat com a concursant a Pesma za Evroviziju '25 amb la cançó "Mila". Després de classificar-se per a la segona semifinal, va guanyar la competició el 28 de febrer de 2025.

## Discografia

### Solters
| Títol                       | Any  | Àlbum o EP          |
| --------------------------- | ---- | ------------------- |
| "Samo mi je lepo"           | 2022 | Sengles sense àlbum |
| "Cvet sa Istoka"            | 2023 | Sengles sense àlbum |
| "Mirno" (amb Goca Tržan)    | 2023 | Sengles sense àlbum |
| "Kad poželiš" (amb Regina)  | 2023 | Sengles sense àlbum |
| "Ajša"                      | 2024 | Sengles sense àlbum |
| "Čardak"                    | 2024 | Sengles sense àlbum |
| "Ela Ela"                   | 2024 | Sengles sense àlbum |
| "Belo"                      | 2024 | Sengles sense àlbum |
| "Paučina" (amb Šejla Zonić) | 2024 | Sengles sense àlbum |
| "Mila"                      | 2025 | Sengles sense àlbum |